# Waasse kriel
De Waasse kriel, Frans: Poule naine du pays de Waes, Poule naine Waeslandienne, Engels: Waas Bantam is een Belgisch krielkippenras dat afkomstig is uit het Land van Waas, een regio ten westen van Antwerpen. Het ras is nauw verwant aan de Belgische Kriel, maar onderscheidt zich door de rozenkam in plaats van een enkele kam. In de volksmond wordt dit kleine kippenras ook wel "Steens Kieksken" genoemd.
Net als de Belgische kriel is de Waasse Kriel een afstammeling van lokale krielen, die vroeger verspreid waren over Vlaanderen. De exacte ontstaansperiode is niet exact gedocumenteerd, maar men vermoedt dat de selectie van het ras in dezelfde periode als de Belgische Kriel plaatsvond, namelijk vanaf het begin van de 20e eeuw.
De Waasse Kriel is een zeldzaam ras, met slechts een beperkte populatie in België, Nederland en de Democratische Republiek Congo.

## Uiterlijk
De Waasse Kriel is een klein en sierlijk kippenras. Het gewicht ligt in dezelfde categorie als de Belgische Kriel:
Haan: 550 - 650 gram
Hen: 500 - 550 gram
De rug is kort en loopt vloeiend over in de staart, die bij de haan volbevederd is. De poten hebben een blauwe kleur. De rozenkam is een opvallend kenmerk en onderscheidt dit ras van de Belgische Kriel, die een enkele kam heeft.

### Officieel erkende kleurslagen
Hoewel de patrijskleur het meest voorkomt, zijn er bij de Waasse Kriel ook enkele andere, zij het zeldzame, kleurslagen bekend. In verschillende landen wordt dit ras erkend in diverse kleurslagen. De belangrijkste bonden die deze erkenningen vastleggen, zijn:
- Vlaams Interprovinciaal Verbond van Fokkers van Neerhofdieren (VIVFN) – België[2]
- Kleindier Liefhebbers Nederland (KLN) – Nederland[4][5][1]
- African Ornamental Breeders Association (AOBA) – Afrika[6]

| Kleurslag                         | België (VIVFN) | Nederland (KLN) | Afrika (AOBA)  |
| --------------------------------- | -------------- | --------------- | -------------- |
| Patrijs (Goudpatrijs)             | ✔              | ✔               | ✔              |
| Zilverpatrijs                     | ✔              | ✔               | ✔              |
| Witpatrijs                        | ✔              | ❌              | ✔              |
| Geelpatrijs                       | ✔              | ❌              | ✔              |
| Blauwpatrijs                      | ✔              | ❌              | ✔              |
| Blauwzilverpatrijs                | ✔              | ❌              | ✔              |
| Roodgeschouderdblauwzilverpatrijs | ✔              | ❌              | ✔              |
| Roodgeschouderdzilverpatrijs      | ✔              | ❌              | ✔              |
| Zwart                             | ✔              | ❌              | ✔              |
| Blauw                             | ✔              | ❌              | ✔              |
| Wit                               | ✔              | ❌              | ✔              |
| Tarwe                             | ✔              | ❌              | ✔              |
| Zilvertarwe                       | ✔              | ❌              | ✔              |
| Blauwtarwe                        | ❌             | ❌              | ✔ (sinds 2025) |
| Spatblauw (Splash)                | ❌             | ❌              | ✔ (sinds 2025) |
| Vuilwit                           | ❌             | ❌              | ✔ (sinds 2025) |
| Zalm                              | ❌             | ❌              | ✔ (sinds 2025) |
| Bronsstaart/Chocolade             | ❌             | ❌              | ✔ (sinds 2025) |

### Kleurslagen in beeld

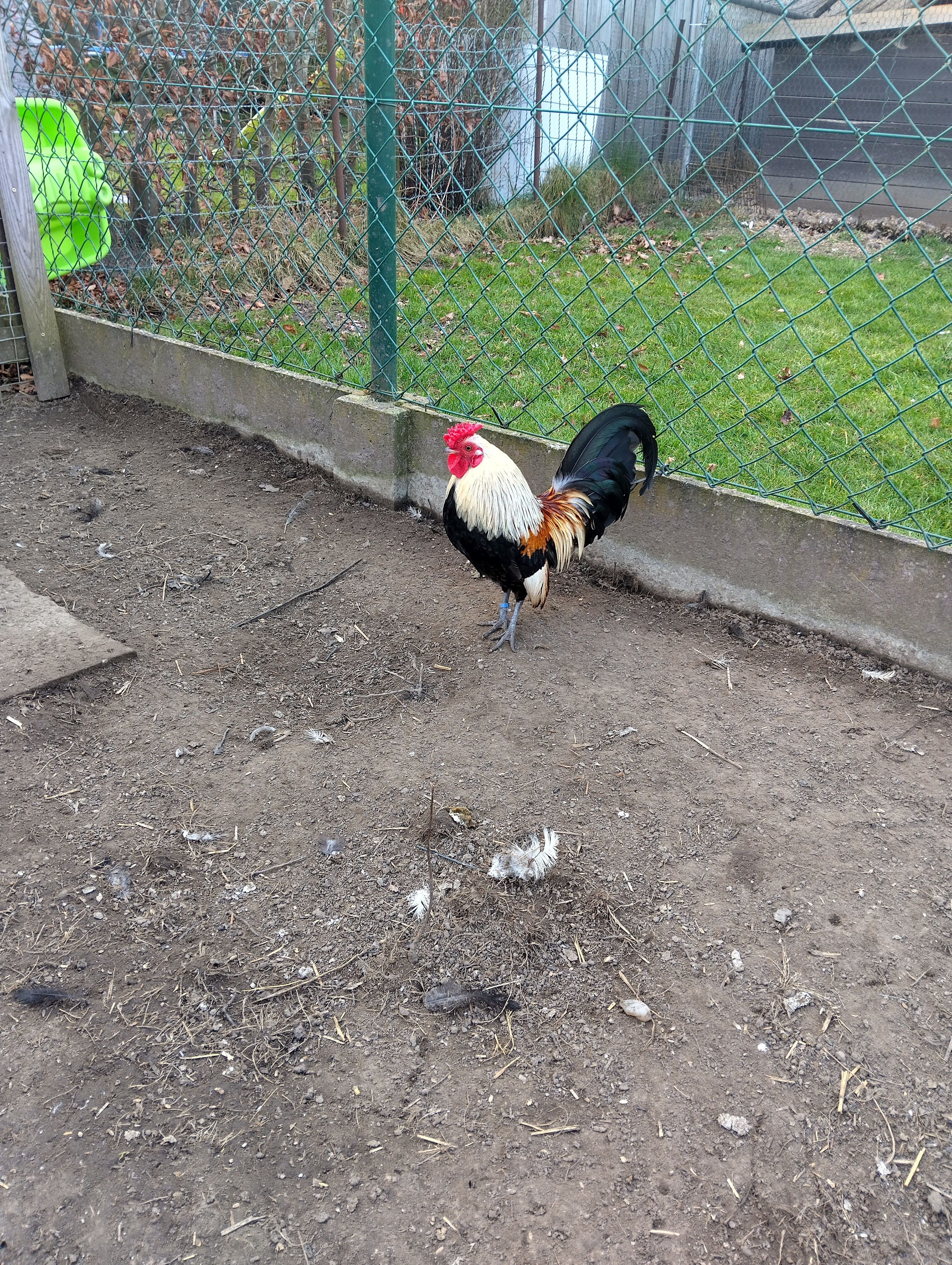
Roodgeschouderd zilverpatrijs - Waasse Kriel haantje (JKI)

- Roodgeschouderd zilverpatrijs

## Populatie
Een telling uitgevoerd door de heer Jean Kiala-Inkisi, voorzitter van AOBA en lid van verschillende pluimveeclubs in België, concludeerde dat er in het jaar 2024 slechts 5 actieve fokkers waren met in totaal slechts 115 bevestigde dieren. En mogelijk nog eens 100 met houders die niet met hen fokken. Tevens werd een populatie gestart in de Democratische Republiek Congo.
In 2025 werd opnieuw een telling uitgevoerd door Jean Kiala-Inkisi. De gegevens werden verzameld via het Vlaamse fokkersboek, het Waalse fokkersboek en via navraag binnen een Facebookgroep voor liefhebbers van Belgische neerhofdieren. Uit deze inventarisatie bleek dat het aantal actieve fokkers in België gestegen is naar zes, verspreid over zowel Vlaanderen als Wallonië. Het aantal bevestigde dieren bij deze fokkers bedraagt 135. Daarnaast zijn er naar schatting nog zo’n 100 dieren bij particuliere houders die niet actief met het ras fokken.
In de Democratische Republiek Congo werd in 2025 een eerste fokker geregistreerd, met een populatie van ongeveer 20 dieren.
| Jaar | Land                          | Actieve fokkers | Aantal Waasse Krielen (bij fokkers) | Aantal bij particulieren | Totale populatie |
| ---- | ----------------------------- | --------------- | ----------------------------------- | ------------------------ | ---------------- |
| 2024 | België                        | 5               | 115                                 | ~100                     | ~215             |
| 2024 | Totaal wereldwijd             | 5               | 115                                 | ~100                     | ~215             |
| 2025 | België                        | 6               | 135                                 | ~100                     | ~235             |
| 2025 | Democratische Republiek Congo | 1               | 20                                  | 0                        | 20               |
| 2025 | Totaal wereldwijd             | 7               | 155                                 | 100                      | 255              |

## Eigenschappen
De Waasse Kriel is een actief en levendig sierras, dat goed kan vliegen. Daarom wordt aanbevolen om ze in een ruime volière of overdekte ren te houden. Het zijn sterke en winterharde kippen die zich gemakkelijk kunnen aanpassen aan verschillende omstandigheden.
Ze kunnen tam gemaakt worden wanneer ze in een beperkte ruimte worden gehouden, maar als ze vrij rondlopen, blijven ze vaak schuw en moeilijk te benaderen. Net als bij de Belgische Kriel kunnen meerdere hanen zonder al te veel problemen samen worden gehouden.
De eiproductie is laag; de hennen leggen gemiddeld 120 kleine witte eitjes van ongeveer 30 gram per jaar. Ze staan bekend als goede broedsters.